# Liebeslieder
Liebeslieder (Canti d'amore) op. 114, è un valzer di Johann Strauss (figlio).
Dopo il suo debutto del 1844, servirono ancora diversi anni al giovane Johann Strauss per affermarsi sulle scene musicali di Vienna come degno successore di suo padre, in seguito alla morte di quest'ultimo avvenuta nel settembre 1849.
Durante il carnevale del 1852 fu convocato per la prima volta a condurre i balli di corte, e un articolo del Theaterzeitung, lodando il suo talento, affermò:
(Theaterzeitung)
Il valzer Liebeslieder può essere considerato il primo dei valzer col quale Strauss riuscì a dimostrare appieno la propria individualità e la capacità musicale, attraverso audaci sviluppi nella melodia, armonia e ritmo del brano. 

Originariamente annunciato con il titolo Liebesgedichte (Poema d'amore), il brano fu eseguito per la prima volta da Strauss nel Volksgarten di Vienna il 18 giugno 1852 con il titolo Liebesstandchen (Serenata d'amore).
Fra gli estimatori di questa composizione vi fu anche il noto critico musicale Eduard Hanslick.